# H&M

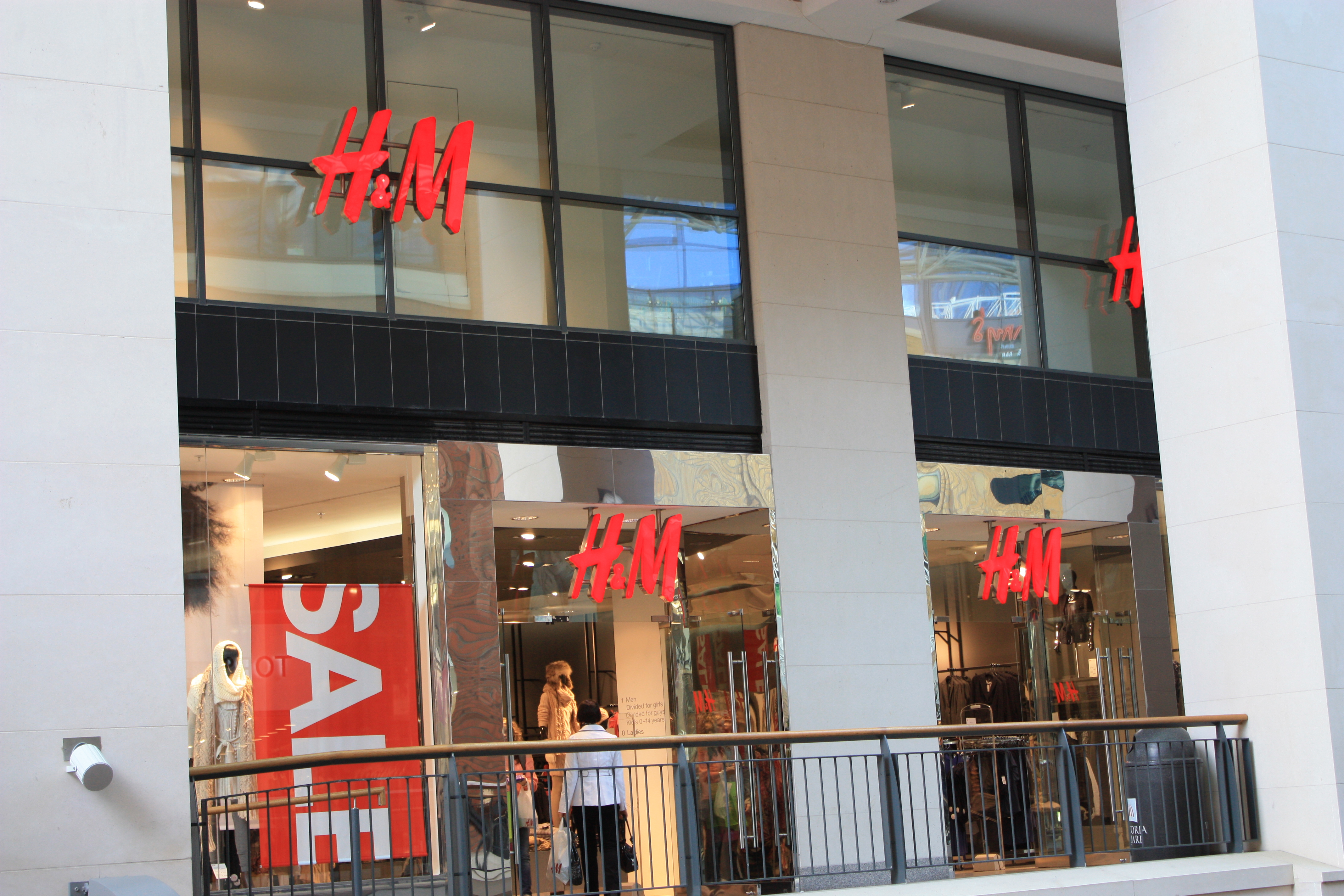
Een vestiging van H&M in Belfast

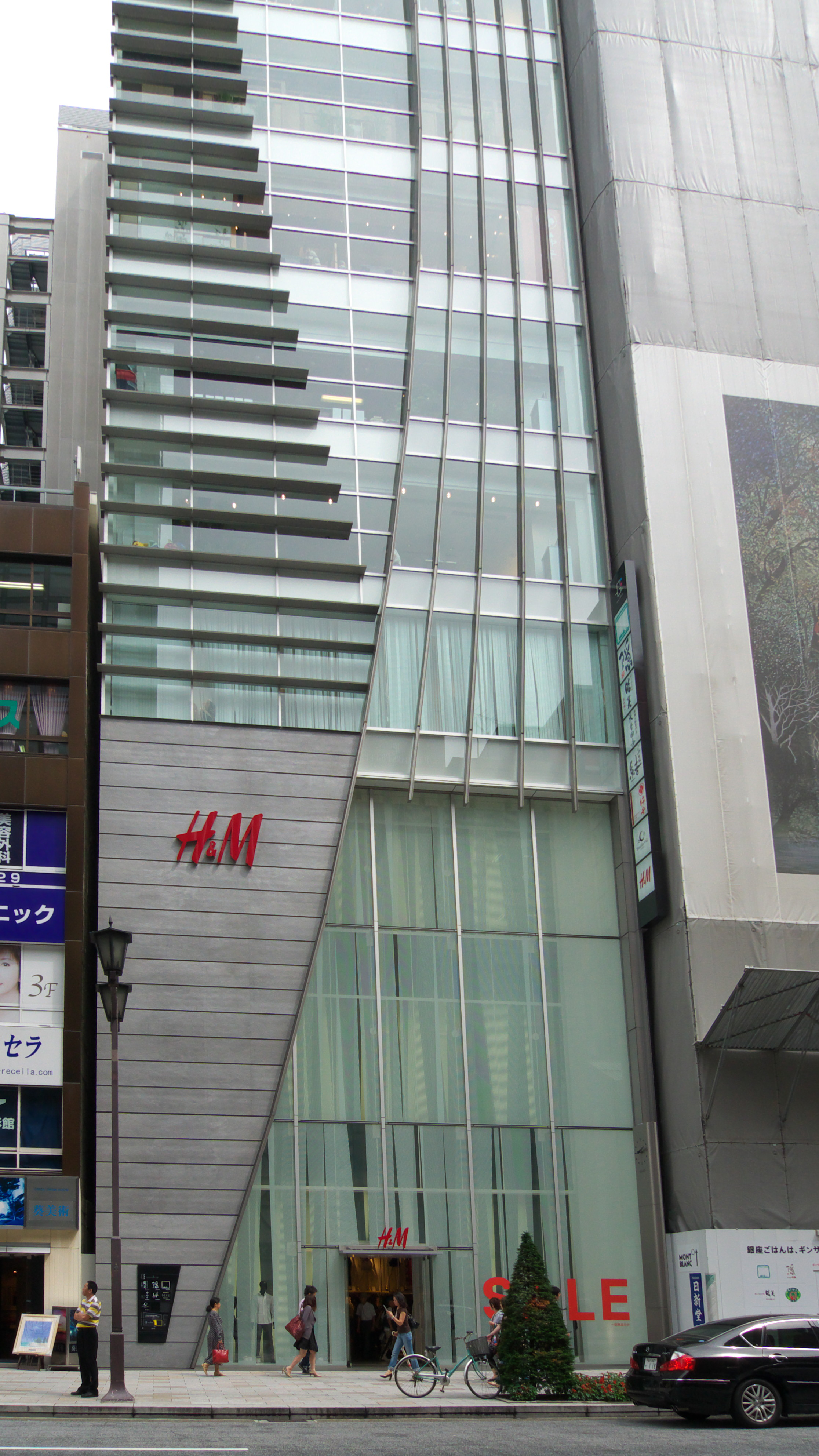
Een filiaal in Ginza, Tokio

Hennes & Mauritz (H&M) is een Zweedse modeketen met in 2023 bijna 4400 filialen in 78 verschillende landen en circa 143.000 medewerkers.

## Activiteiten
H&M beschikte in 2023 over een netwerk van 4400 vestigingen. Merknamen waaronder de producten worden verkocht zijn, onder andere, H&M, H&M Home, H&M Move, COS, Weekday en Monki. Europa is de belangrijkste regio, gevolgd door Noord- en Zuid-Amerika met ongeveer een kwart van de verkopen en het omzetaandeel van de rest van de wereld is iets minder dan 15%. De twee grootste landen van H&M zijn Duitsland en de Verenigde Staten, beide landen hebben elk een omzetaandeel van zo'n 15%. 
Het bedrijf heeft een gebroken boekjaar dat loopt van 1 december tot en met 30 november.
De grootste aandeelhouder is Ramsbury Invest AB, dit is een beleggingsmaatschappij van Stefan Persson en familie. Op 30 november 2023 had de familie Persson, direct en indirect, 79,7% van het stemrecht en 57,7% van de aandelen H&M in handen. De aandelen staan genoteerd aan de effectenbeurs Nasdaq Stockholm. Er zijn A en B-aandelen, waarvan de B-aandelen het meest worden verhandeld. De A-en B-aandelen zijn op een punt afwijkend, een A-aandeel heeft 10 stemrechten en een B-aandeel maar één.

## Geschiedenis
In 1947 raakte de Zweed Erling Persson in Amerika onder de indruk van het succes van winkels die kleding in grote hoeveelheden en tegen lage prijzen verkopen. Het fenomeen kwam veel in New York voor, maar weinig in Europa. Na zijn terugkomst opende Persson zijn winkel Hennes ("van haar" in het Zweeds) in Västerås in Zweden. De winkel was snel een succes en in 1968 breidde Persson het bedrijf uit door Mauritz Widforss, een jacht-, outdoor- en herenconfectiewinkel, te kopen. De eerste afdelingen werden geschrapt, maar de mannenkleding bleef. Zodoende werd de bedrijfsnaam Hennes & Mauritz.
Toen de oprichter in 2002 overleed, had zijn zoon Stefan Persson hem al twintig jaar eerder opgevolgd en was al even lang algemeen directeur en tevens verantwoordelijk voor expansie van de winkelgroei in Europa. In 2000 volgde Rolf Eriksen oud-directeur Stefan Persson op en onder zijn leiding wordt in 2004 het duizendste filiaal geopend. Op 1 juli 2009 ging Rolf Eriksen met pensioen, waarna Karl-Johan Persson, zoon van Stefan Persson, het roer overnam.
In 2007 werd de eerste winkel van COS (Collection of Style) geopend. Bij dit concept passen minimalistische ontwerpen. De winkels zijn ingericht door interieurarchitect William Russel. H&M werd in hetzelfde jaar actief in de China, er werd een filiaal in Shanghai en één in Hongkong geopend. In 2008 opende in Japan een eerste filiaal. In 2009 betrad H&M de markt in Rusland, namelijk in Moskou. Ook Egypte, Saoedi-Arabië, Bahrein en Oman waren aan de beurt. Meer vestigingen werden in China geopend. Verder werd in maart van hetzelfde jaar een meerderheidsbelang van 60% gekocht in FaBric Scandinavien AB en daarmee werden de merknamen Weekday, Monki en Cheap Monday toegevoegd. In 2010 kocht H&M de rest van de aandelen op en werd enige eigenaar van FaBric Scandinavien.
In 2009 werd H&M Home op de markt geïntroduceerd, deze tak richt zich op woning- en badkamertextiel zoals beddengoed en handdoeken en later aangevuld met meubelartikelen. De eerste H&M Home-winkel in Nederland werd in 2020 geopend in Amsterdam.
In 2020 stapte Stefan Persson op en nam Karl-Johan Persson zijn plaats als voorzitter over.

## Ontwerpers en trends
H&M maakt gebruik van diverse modeontwerpers als Stella McCartney, Karl Lagerfeld, Elio Fiorucci, Roberto Cavalli en Jeremy Scott.
- 2004: Karl Lagerfeld, hoofdontwerper van het modehuis Chanel, creëerde de collectie "Karl Lagerfeld for H&M".
- 2005: voor de zomer zorgde Elio Fiorucci voor een poolside-collectie met badkleding en bijbehorende accessoires en in het najaar zorgde ontwerpster Stella McCartney voor een collectie.
- 2006: Viktor & Rolf met een collectie voor vrouw en man.
- 2007: in de lente een collectie mede door Madonna ontworpen en in het najaar Roberto Cavalli met een collectie voor vrouwen en mannen.
- 2008: samenwerking met Comme des Garçons met kledingontwerpen voor vrouwen, mannen en kinderen, maar ook accessoires en een uniseksparfum.
- 2009: de Britse designer Matthew Williamson maakte een dameslijn voor enkele geselecteerde winkels gevolgd door een zomerlijn voor vrouwen en mannen voor alle winkels. Voor Williamson was dit de eerste maal dat hij een mannencollectie ontwierp.[6] In november kwam de collectie van Jimmy Choo in de H&M schappen te liggen.
- 2010: de Franse modeontwerpster Sonia Rykiel, samen met haar dochter Nathalie Rykiel, maakte een damescollectie "Sonia Rykiel pour H&M".[7] Sonia & Nathalie Rykiel staat bekend om haar kleurrijke ontwerpen.
- 2011: de Italiaanse designer Donatella Versace ontwierp een collectie voor dames en heren.
- 2013: Isabel Marant ontwierp een collectie voor vrouwen en heren met een ondertoon van grijs en zwart.
- 2014: de eerste Amerikaanse ontwerper voor H&M, Alexander Wang, maakte een zeer sportieve collectie.
- 2015: Balmain-ontwerper Olivier Rousteing maakte een zeer succesvolle collectie in samenwerking met Kendall Jenner en Jourdan Dunn.
- 2016: Het ontwerpduo achter het modelabel Kenzo, Carol Lim en Humberto Leon, maakte een kleurrijke dames-, heren- én accessoirescollectie.
- 2017: Erdem Moralioglu ontwierp voor H&M kleding met veel bloemen, kant en panterprints.
- 2018: Jeremy Scott.

## Goede doelen
In 2008 werd de campagne "Fashion Against AIDS" gestart, een samenwerking van de non-profitorganisatie Designers Against AIDS en H&M. De campagne was bedoeld om jongeren bewust te maken over hiv en veilig vrijen. H&M ontwierp kleding waarvan 25% van de opbrengst ging naar projecten met betrekking tot hiv-preventie over heel de wereld. Een deel van de opbrengst ging naar Designers Against AIDS.
Sinds 2002 heeft H&M badmode waarvan 10% van de opbrengst naar WaterAid gaat voor watervoorzieningen in Bangladesh, Madagaskar en Tanzania. In 2008 bracht deze lijn een bedrag van 243.000 euro op. Met de collectie H&M♥Kylie in 2007 werd 550.000 euro ingezameld.
Op 18 april 2013 is aangekondigd dat de Persson familie een bedrag van 500 miljoen Zweedse kronen (58,5 miljoen euro) doneert aan de H&M Conscious Foundation die zich hiermee onder andere gaat richten op de door de Verenigde Naties opgezette millenniumdoelstellingen voor een betere wereld. De stichting helpt bijvoorbeeld ook de bevolking in India met microleningen en trainingen.

## Competities
In januari 2012 introduceerde H&M de H&M Design Award, een jaarlijkse ontwerp prijs voor afgestudeerde modestudenten. De prijs is opgezet om jonge ontwerpers te ondersteunen bij het begin van hun carrière.
In augustus 2015 kondigde H&M aan dat het een jaarlijkse prijs van in totaal een miljoen euro zal toekennen om de recyclingtechnologie en -technieken te bevorderen. In 2023 besloot H&M deze prijs te verdubbelen naar € 2 miljoen.

## Kritiek
H&M heeft een businessmodel dat erop is gericht zo snel mogelijk (online) trends te signaleren en de producten daarbij binnen korte tijd op de markt te brengen. Door de lage prijzen en de matige kwaliteit worden consumenten aangemoedigd zo veel mogelijk kleding te kopen en snel weer af te danken. Dit concept gaat samen met een hoge milieu-impact en slechte arbeidsomstandigheden.